# Edward Dysko

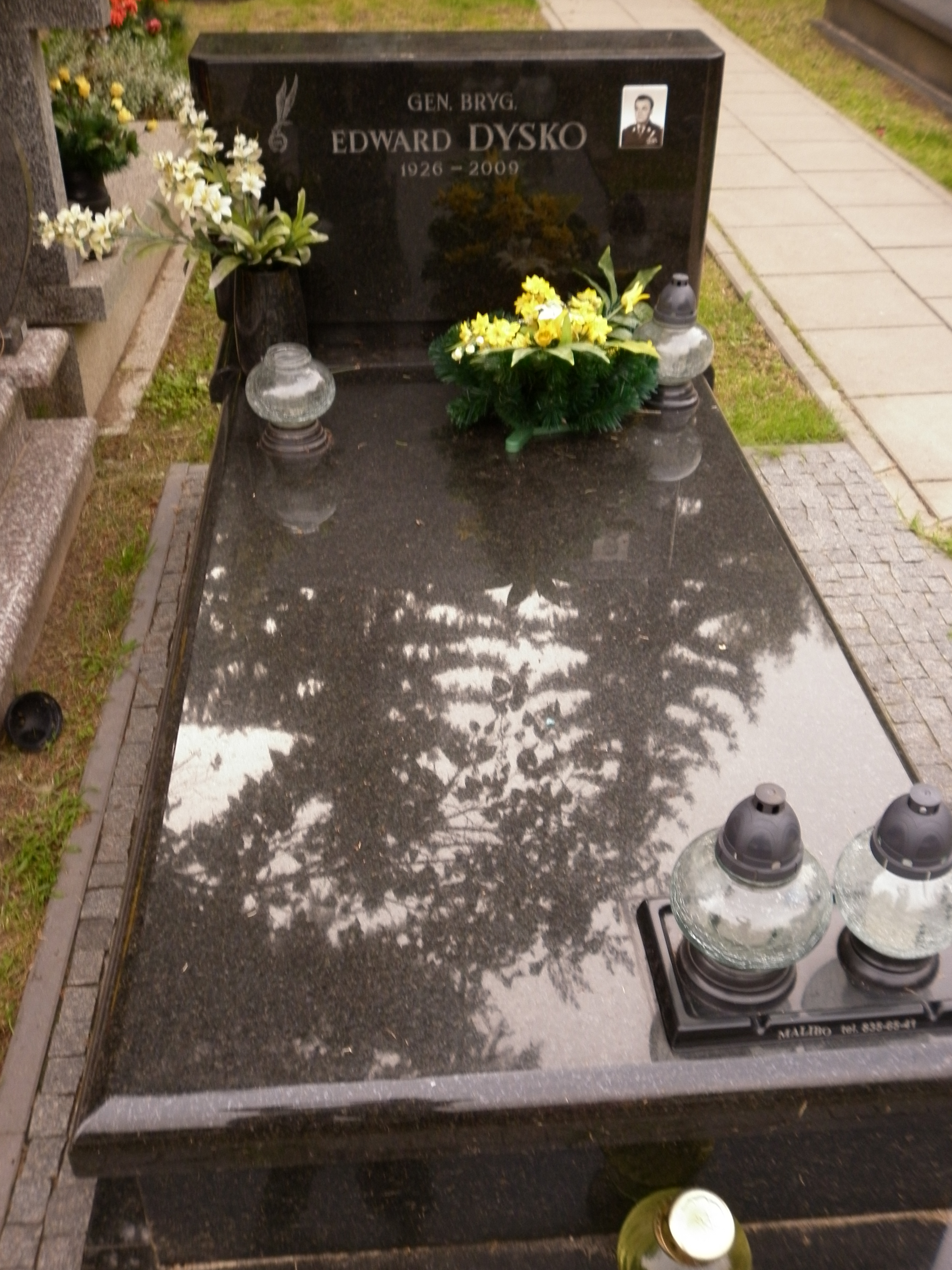
Grób Edwarda Dysko na Wojskowych Powązkach

Edward Dysko (ur. 13 września 1926 w Starej Rudni, zm. 6 stycznia 2009 w Warszawie) – generał brygady Wojska Polskiego i działacz kombatancki.

## Życiorys
Syn Adama i Malwiny z Charewiczów. W lutym 1940 roku został deportowany wraz z członkami rodziny do Kraju Krasnojarskiego, gdzie pracował jako robotnik w kopalni złota.

### Służba wojskowa
W czerwcu 1943 przybył jako ochotnik do obozu w Sielcach nad Oką, gdzie został skierowany jako strzelec do 2 Pułku Piechoty 1 Dywizji Piechoty im. Tadeusza Kościuszki, w którego szeregach walczył w bitwie pod Lenino. W grudniu 1943 został skierowany do szkoły podoficerskiej 3 samodzielnego batalionu szkolnego 3 Dywizji Piechoty im. Romualda Traugutta, a po jej ukończeniu przeszedł z dywizją szlak bojowy z Sielc do Berlina jako dowódca drużyny, awansując w październiku 1944 na stopień sierżanta. Walczył o wyzwolenie Warszawy, o przełamanie Wału Pomorskiego i w bitwie o Kołobrzeg. Uczestniczył także w operacji berlińskiej, gdzie był dwukrotnie ranny.
Po zakończeniu działań wojenny został skierowany do pułkowej szkoły podoficerskiej 7 Pułku Piechoty 3 Dywizji Piechoty. W 1946 zdobył wykształcenie średnie i rozpoczął naukę w Oficerskiej Szkole Piechoty nr 1 w Krakowie. Szkołę ukończył we wrześniu 1948 i został promowany do stopnia podporucznika w korpusie oficerów piechoty. Po promocji został  dowódcą plutonu podchorążych, a następnie dowódcą kompanii oraz wykładowcą taktyki i służby w polu w Oficerskiej Szkole Piechoty nr 2 w Jeleniej Górze. W latach 1952–1955 służył na stanowisku pomocnika szefa wydziału w Zarządzie Szkół i Kursów Oficerskich Głównego Zarządu Wyszkolenia Bojowego. W latach 1956–1959 był słuchaczem Akademii Sztabu Generalnego in. gen. broni Karola Świerczewskiego w Rembertowie. Od 1957 służył w 6 Pomorskiej Dywizji Powietrznodesantowej, gdzie był kolejno starszym pomocnikiem szefa sztabu - szefem wydziału opercyjnego, a w latach 1961–1963 w stopniu podpułkownika był dowódcą 16 Batalionu Powietrznodesantowego w Krakowie. Od 1963 był szefem sztabu dywizji i zastępcą jej dowódcy, gen. bryg. Edwina Rozłubirskiego.  Jako pułkownik dyplomowany studiował w latach 1966-1968 w moskiewskiej Wojskowej Akademii Sztabu Generalnego Sił Zbrojnych ZSRR im. K. J. Woroszyłowa. Po ukończeniu studiów został 20 sierpnia 1968 dowódcą 6 Pomorskiej Dywizji Powietrznodesantowej w Krakowie, uczestniczącej w tym okresie w Operacji „Dunaj”. Podczas służby w dywizji wykonał 102 skoki ze spadochronem, a dywizja zdobyła dwukrotnie (1969, 1972) tytuł "Przodującego Związku Taktycznego WP".
5 października 1972 został mianowany generałem brygady; nominację wręczył mu w Belwederze 11 października 1972 przewodniczący Rady Państwa prof. Henryk Jabłoński. W styczniu 1973 objął dowództwo 1 Warszawskiej Dywizji Zmechanizowanej im. Tadeusza Kościuszki w Legionowie. Również ta dywizja zdobyła pod jego dowództwem tytuł "Przodującego Związku Taktycznego WP" (1974).  Od 1 kwietnia 1975 do 31 stycznia 1980 był attaché wojskowym i lotniczym przy ambasadzie PRL w Budapeszcie. W styczniu 1980 został oddany do dyspozycji szefa Departamentu Kadr MON, a następnie został wyznaczony na stanowisko zastępcy do spraw liniowych komendanta Wojskowej Akademii Politycznej w Warszawie. W 1984 ukończył kurs operacyjny dla szefów wojewódzkich sztabów wojskowych i od 3 maja 1984 do 27 kwietnia 1990 był szefem Wojewódzkiego Sztabu Wojskowego w Warszawie. 8 października 1990 został pożegnany przez ministra obrony narodowej, wiceadmirała  Piotra Kołodziejczyka i z dniem 22 listopada 1990 przeszedł w stan spoczynku.
Przez wiele lat działał w środowiskach kombatantów i rezerwistów wojskowych. W latach 1974–1990 był członkiem Rady Naczelnej ZBoWiD. W stanie spoczynku był także prezesem Warszawskiego Oddziału Związku Polskich Spadochroniarzy. W 1996 należał do grupy generałów - współzałożycieli Klubu Generałów WP. Od 2001 był prezesem Zarządu Krajowego Stowarzyszenia Kawalerów Orderu Wojennego Krzyża Grunwaldu. Był również wiceprezesem Komitetu Budowy Pomnika Spadochroniarza Polskiego w Warszawie.
Pochowany został 14 stycznia 2009 na Cmentarzu Wojskowym na Powązkach w Warszawie (kwatera FII-10-2).

## Awanse
W trakcie wieloletniej służby w ludowym Wojsku Polskim otrzymywał awanse na kolejne stopnie wojskowe:
- podporucznik – 1948
- porucznik – 1950
- kapitan – 1952
- major – 1956
- podpułkownik – 1959
- pułkownik – 1962
- generał brygady – 1972

## Odznaczenia
- Order Sztandaru Pracy II klasy (1973)
- Krzyż Komandorski Orderu Odrodzenia Polski (1990)
- Krzyż Kawalerski Orderu Odrodzenia Polski (1965)
- Order Krzyża Grunwaldu III klasy (1970)
- Krzyż Walecznych (1970)
- Krzyż bitwy pod Lenino (1988)
- Brązowy Medal „Zasłużonym na Polu Chwały” (1945)
- Medal za Warszawę 1939–1945 (1947)
- Medal za Odrę, Nysę, Bałtyk (1947)
- Medal „Za udział w walkach o Berlin” (1968)
- Medal 10-lecia Polski Ludowej
- Medal 30-lecia Polski Ludowej
- Medal 40-lecia Polski Ludowej
- Złoty Medal „Siły Zbrojne w Służbie Ojczyzny” (1958)
- Złoty Medal „Za zasługi dla obronności kraju” (1975)
- Złote odznaczenie im. Janka Krasickiego (1969)[8]
- Odznaka Kościuszkowska
- Odznaka "Zasłużony dla FSO" (1974)[9]
- Order Czerwonego Sztandaru (ZSRR, 1973)
- Order Wojny Ojczyźnianej II klasy (ZSRR, 1968)
- Medal „Za wyzwolenie Warszawy” (ZSRR, 1947)
- Medal „Za zdobycie Berlina” (ZSRR, 1968)
- Medal „Za zwycięstwo nad Niemcami w Wielkiej Wojnie Ojczyźnianej 1941–1945” (ZSRR, 1947)
- Medal 40-lecia Zwycięstwa w Wielkiej Wojnie Ojczyźnianej 1941–1945 (ZSRR)
- Medal 60-lecia zakończenia II Wojny Światowej (Izrael) - 2005[10]
- Odznaki za zasługi dla województw: warszawskiego, krakowskiego i olsztyńskiego
- inne odznaczenia i wyróżnienia

## Życie prywatne
Mieszkał w Warszawie, żonaty, jeden syn.